# دروغ‌های عشق
دروغ‌های عشق (چینی: 我談的那場戀愛؛ ‏انگلیسی: Love Lies) یک فیلم عاشقانه و کمدی-درام محصول سال ۲۰۲۴ سینمای هنگ کنگ به کارگردانی و نویسندگی مشترک هو میو کی است که اولین کارگردانی او را رقم زد. این فیلم با بازی ساندرا نگ و ام.سی. چئونگ حول یک عاشقانه مالیخولیایی می‌چرخد که از یک کلاهبرداری آنلاین شکل می‌گیرد و در آن یک پزشک تنها (ساندرا نگ) که طعمه یک کلاهبردار (چئونگ) می‌شود، می‌پردازد.
این فیلم اولین نمایش جهانی خود را در چهل و هشتمین جشنواره بین‌المللی فیلم هنگ کنگ در ۲۹ مارس ۲۰۲۴ داشت و پس از آن در ۱۲ سپتامبر در هنگ کنگ اکران شد. در شصت و یکمین جایزه اسب طلایی دو نامزدی دریافت کرد.

## ساخت
فیلمبرداری در ۶ ژوئن ۲۰۲۳ آغاز شد. سرانجام فیلمبرداری در اوایل ماه اوت به پایان رسید.

## گیشه
این فیلم در آخر هفته افتتاحیه خود بیش از ۳ میلیون دلار هنگ کنگ به دست آورد، و برای چهار روز متوالی در صدر باکس آفیس روزانه قرار گرفت، و تا آخر هفته سوم به ۱۰ میلیون رسید. این فیلم در هفته چهارم ۱۵ میلیون جمع‌آوری کرد، و در اواخر اکتبر به ۱۷ میلیون رسید.

## بازخوردها
ادموند لی از ساوت چاینا مورنینگ پست به این فیلم امتیاز ۳ از ۵ ستاره را داد و آن را فیلمی تحسین‌برانگیز و در عین حال خوش‌اخلاق توصیف کرد که در عین ارائه پیش‌فرض قابل تأملی در مورد عاشقانه، فریب و تنهایی، در نهایت نتوانست به‌طور کامل مضامین عاطفی عمیق‌تر خود را کشف کند. به اتکای بیش از حد به سبک کمدی فیلم.